# Arena Movediza (banda)
Arena Movediza es una banda de hard rock y heavy metal de Chile, formada en marzo de 1970.

## Miembros
- Nano Ponce - guitarra y voz
- Angel Álvarez - bajo
- Carlos Acevedo - batería

## Historia
Formada en 1970, esta banda es pionera junto a Amapola y Tumulto en el sonido metal de Chile. Entre sus principales influencias podemos citar a Deep Purple y Led Zeppelin. Una vez formada, la banda comenzó a realizar conciertos en discotheques y pubs, ganando una creciente popularidad. En 1978 la banda ya contaba con los sencillos Palabras y El vuelo del caballo blanco, este último después de ganar un festival de rock, siendo el sencillo editado por el sello discográfico EMI. Durante la década de los años 1980 la banda libera tres álbumes en formato casete que no alcanzan gran popularidad.

## Discografía
- 1984 - La fuerza del rock
- 1985 - Rock
- 1987 - El sonido rock de Arena Movediza

### Otros trabajos
- 1976 - El vuelo del caballo blanco
- 1978 - Palabras

2006 CD ARENA MOVEDIZA RENACER